# Палей, Наталья Павловна
Княжна Наталья Павловна Палей (на Западе известна как Натали Пэйли, англ. Natalie Paley; 5 декабря 1905, Париж — 27 декабря 1981, Нью-Йорк) — французская манекенщица (фотомодель) и актриса, внучка императора Александра II.

## Биография
Дочь Великого князя, генерала Императорской гвардии Павла Александровича, младшего брата царя Александра III. И хотя ее мать Ольга Валериановна Карнович была незнатного рода, Наталья по праву относилась к династии Романовых и унаследовала княжеский титул. 
Родившись во Франции, она провела в Европе почти всю жизнь, а умерла в США.  У её матери помимо русских корней были венгерские и литовские.
Наталья провела в России всего несколько лет, но эти годы сильно повлияли на всю ее судьбу. Все, кто встречался с Натали Палей, попадали под магическое влияние ее красоты. Близкие знакомые отдавали должное ее блестящему уму.
После Октябрьской революции 1917 года в России отец и брат, князь Владимир Палей, были арестованы большевиками. Брат был отправлен в ссылку сначала в Вятку, затем Екатеринбург и 18 июля 1918 года вместе с ещё семью членами династии Романовых был казнён у Новой Селимской шахты в 18 км от Алапаевска Пермской губернии. Отец вместе с двоюродными братьями  Дмитрием Константиновичем и Николаем и Георгием Михайловичами утром 30 января 1919 года был расстрелян как заложник в Петропавловской крепости в Петрограде в ответ на убийство Розы Люксембург и Карла Либкнехта в Германии. 
В 1920 году с матерью и сестрой покинула Советскую Россию, бежав в Финляндию.
С 1920 года жила во Франции, работала манекенщицей в Париже. В 1927 году вышла замуж за модельера Люсьена Лелонга, с которым вскоре рассталась, но официально развелась лишь в 1937 году. В 1932 году пережила роман с поэтом Жаном Кокто.
Появлялась на обложке журнала Vogue. В 1933 году переехала в США. В 1930-х годах сыграла в нескольких кинофильмах с Морисом Шевалье, Шарлем Буайе, Кэри Грантом и Кэтрин Хепбёрн. Снималась в Голливуде. Дружила с Сержем Лифарем, Лукино Висконти, Марлен Дитрих.
8 сентября 1937 года в США вышла замуж за бродвейского продюсера Джона Уилсона, гомосексуала.
В 1942 году в США имела роман с французским писателем Антуаном де Сент-Экзюпери и оставалась с ним в переписке до конца его жизни.
Овдовев в 1961 году, осталась жить в  Нью-Йорке, где умерла в 1981 году в возрасте 76 лет при переломе шейки бедра в больнице имени Рузвельта в Нью-Йорке. Детей не имела.

## Память
Она была похоронена на церковном кладбище Первой пресвитерианской церкви в Юинге, штат Нью-Джерси.
В романе Эриха Марии Ремарка «Тени в раю» история любви между главными героями напоминает реальные события — историю любви Натали Палей и самого писателя.